# Médiathèque protestante de Strasbourg
La médiathèque protestante est une bibliothèque privée située à Strasbourg, à proximité de l'église saint Thomas, au bord des quais, dans le bâtiment du Stift. Héritière de la bibliothèque du Collegium Wilhelmitanum (Collège Saint-Guillaume), elle conserve d'importants fonds patrimoniaux, notamment dans le domaine des sciences religieuses, ainsi qu'un fonds actuel de théologie et de catéchèse protestante.

## Histoire
La médiathèque protestante fait partie de la Fondation Saint-Guillaume, qui regroupe le foyer d'étudiants, un restaurant universitaire ainsi que la médiathèque protestante. Son nom a changé à plusieurs reprises au fur et à mesure de l'histoire de ses collections : Bibliothèque du Collegium Wilhelmitanum puis du « Séminaire protestant », il devint ensuite le « Centre de documentation » ou la « bibliothèque du Stift ».
On peut trouver les origines de la bibliothèque au début du XVIe siècle, lorsque Caspar Hédion est nommé inspecteur des écoles en 1525, en pleine Réforme protestante strasbourgeoise. Avec ses collègues, il crée une petite bibliothèque pour les écoles existantes. Lorsqu'il fonde le Collège Saint-Guillaume dans l'ancien couvent des Wilhelmites, il veille à ce que les étudiants pauvres qui y logent accèdent à cette bibliothèque afin qu'ils puissent avoir des manuels de théologie. Progressivement cette bibliothèque s'enrichit en ouvrages de théologie de toutes sortes pour satisfaire les besoins des jeunes séminaristes.
La bibliothèque du Collegium Wilhelmitanum connaît pendant plusieurs siècles la même histoire que celle de la bibliothèque municipale. Toutes deux sont réunies dans l'ancien couvent des Dominicains en 1660 à la suite du déménagement de l'internat dans ce même bâtiment. En 1860, elles sont sauvées de justesse d'un incendie qui a ravagé les locaux par le directeur du Gymnase protestant Édouard Reuss. La bibliothèque municipale est ensuite transférée au Temple-Neuf, tandis que l'internat et vieille bibliothèque du Collège Saint-Guillaume sont installés dans les bâtiments actuels du quai Saint-Thomas. Les étudiants travaillent et consultent les livres dans la salle Bucer, au premier étage.

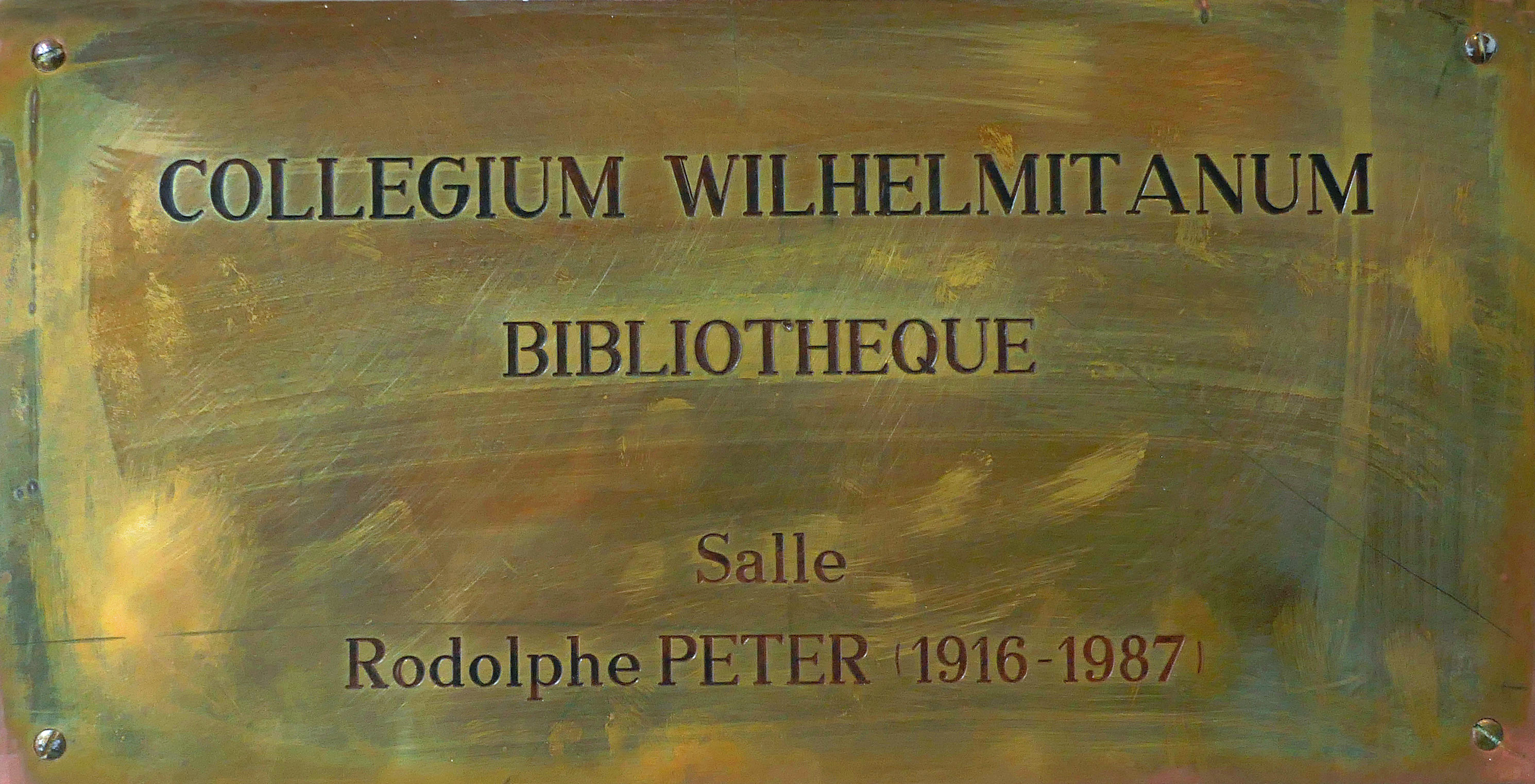
Plaque à l'entrée de la salle Rodolphe Peter.

Lors de la restructuration des locaux de 1986 à 1991, la bibliothèque de Collegium et le fonds du Centre de documentation sont réunis et sont installés dans le sous-sol du bâtiment pour former la Médiathèque protestante. Une salle est spécialement aménagée au rez-de-chaussée pour accueillir les livres précieux du fonds ancien. Elle porte le nom de « salle Rodolphe Peter », en l'honneur du directeur du Stift qui a profondément modernisé l'internat après la Seconde Guerre mondiale.
En 1939, la bibliothèque compte plus de 50 000 ouvrages. Dans les années 1980, elle en compte à peine plus (presque 60 000). Ce n'est qu'avec la fusion de cette bibliothèque avec d'autres fonds qu'elle gagne en ampleur. La médiathèque possède aujourd'hui plus de 80 000 ouvrages, dont 12 000 sont des livres anciens. Perpétuant sa mission d'origine, elle prête et conseille encore des livres au résidents du Stift et aux étudiants de la Faculté de théologie, bien qu'elle soit ouverte à tous.

## Collections

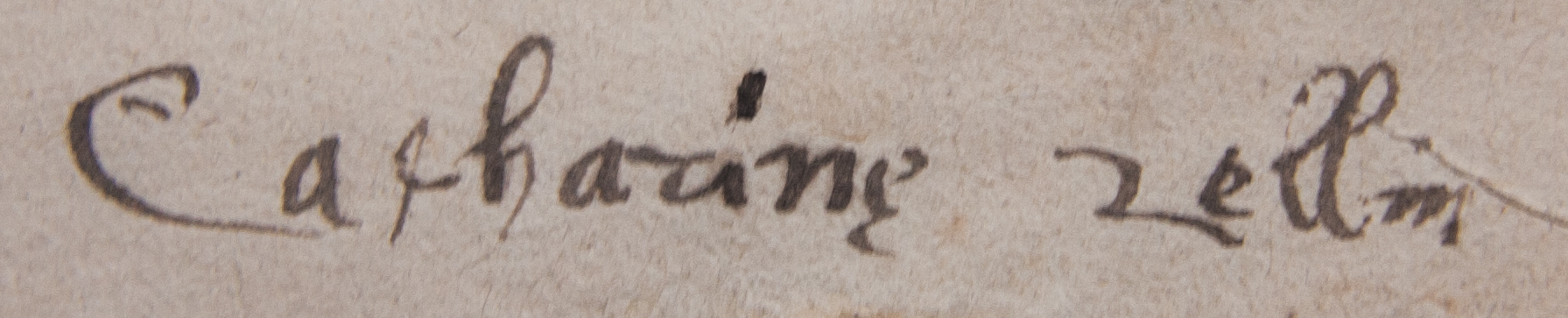
Signature de Catherine Zell. Coll. Médiathèque protestante de Strasbourg.

La médiathèque protestante est le résultat d'une fusion entre plusieurs bibliothèques et fonds protestants. Le plus ancien et le plus important est le fonds de la bibliothèque du Collegium Wilhelmitanum qui fut créé en 1543 et géré par le chapitre de Saint-Thomas. À ce fonds ont été rattachés le Centre de documentation des églises protestantes ainsi que le fonds de documentation de la Catéchèse.
Le fonds de la bibliothèque du Collegium Wilhelmitanum a été très tôt enrichi par les Réformateurs strasbourgeois, composant la collection « Humanisme et Réforme ». Cette collection comporte de nombreux ouvrages de Martin Luther, de Jean Calvin ou encore d'Érasme et de la plupart des humanistes rhénans. Le premier legs testamentaire fut celui de Martin Bucer. Catherine Zell a également donné une partie des livres de son défunt mari, Matthieu. C'est pourquoi on y trouve des ex-libris des livres annotés de la main des deux époux.
Aujourd'hui, la médiathèque met également à disposition une centaine de DVD, 200 affiches, plus de 700 titres de diapositives et de jeux. Elle prête et reçoit des expositions.

Les salles patrimoniales de la médiathèque.
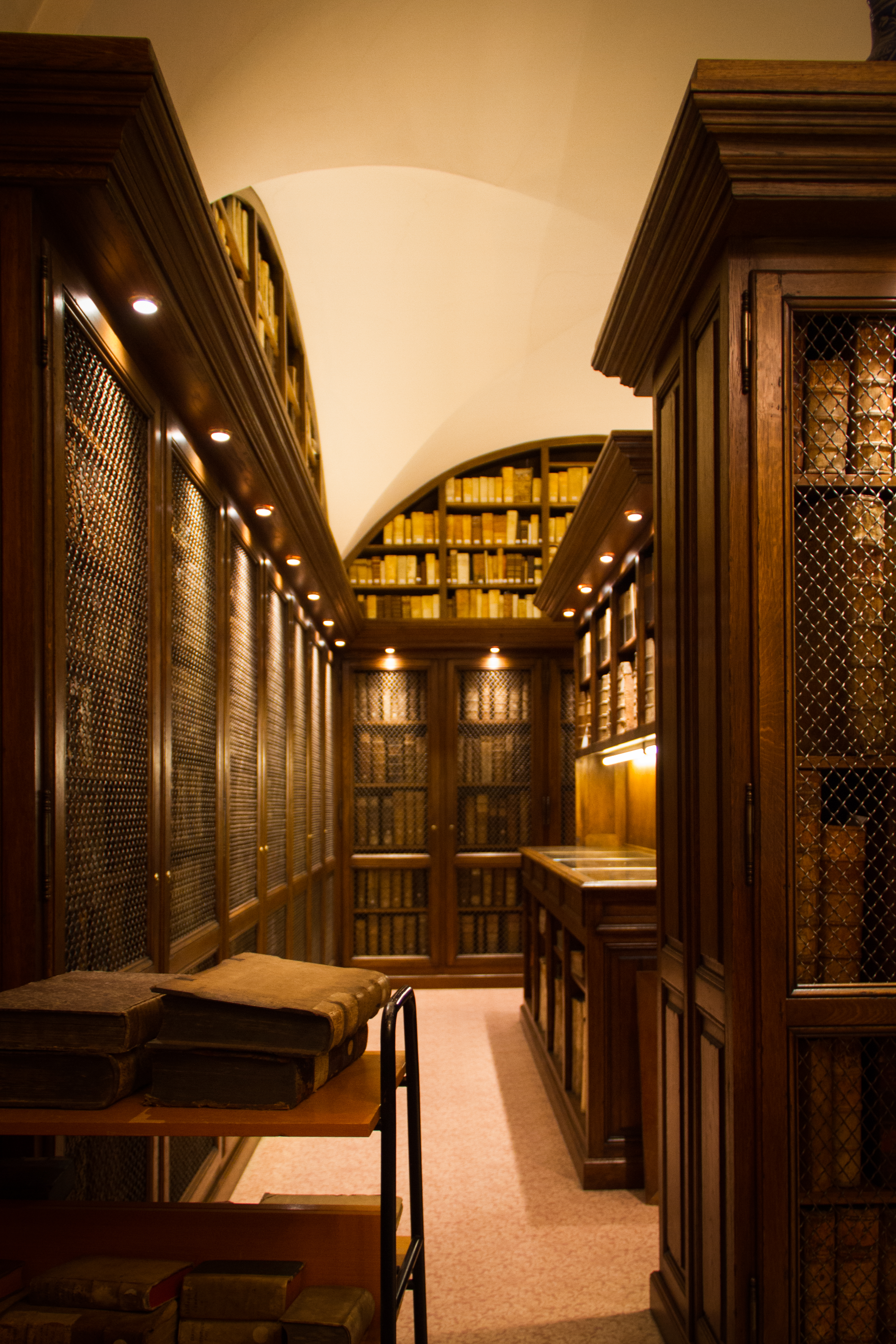
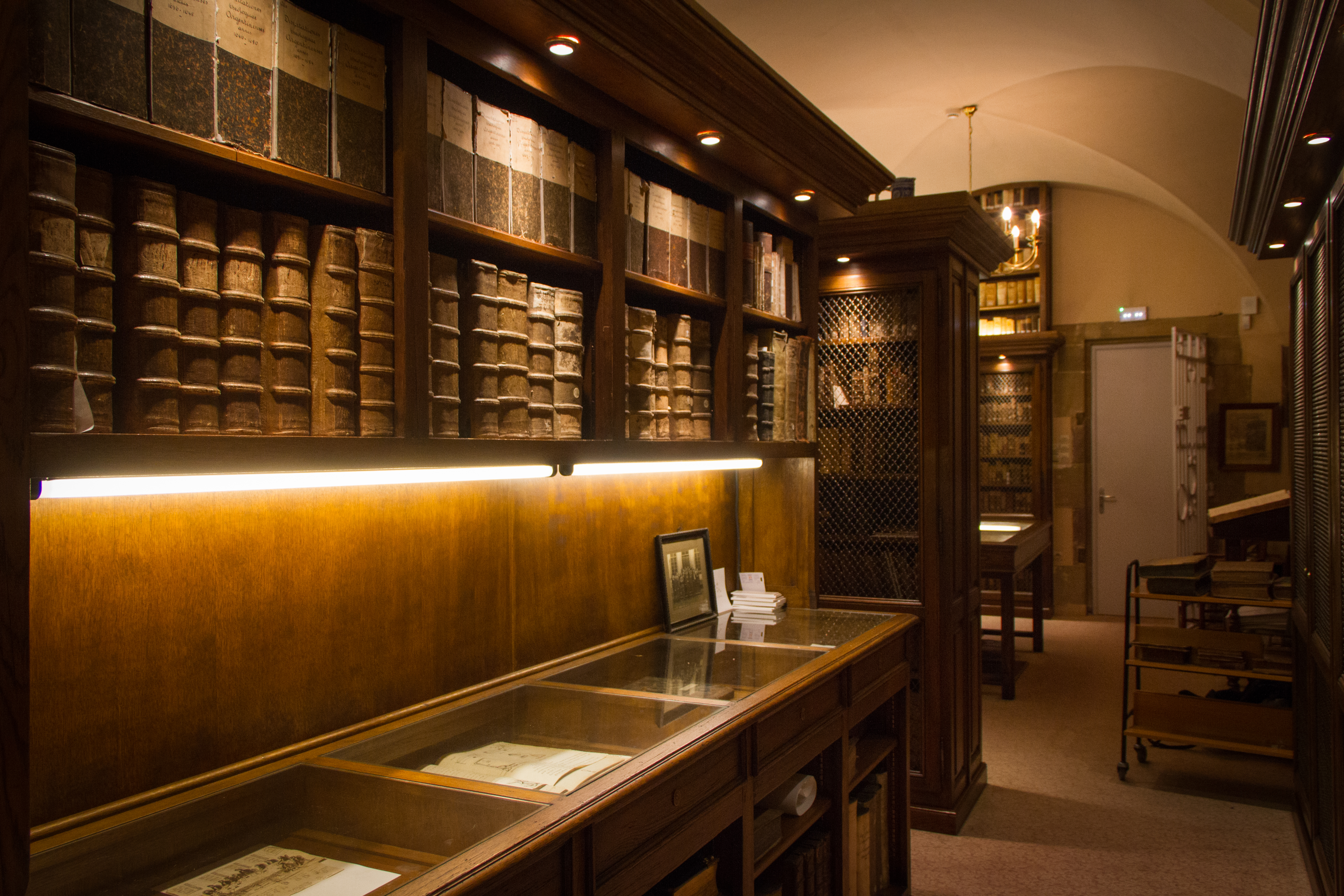
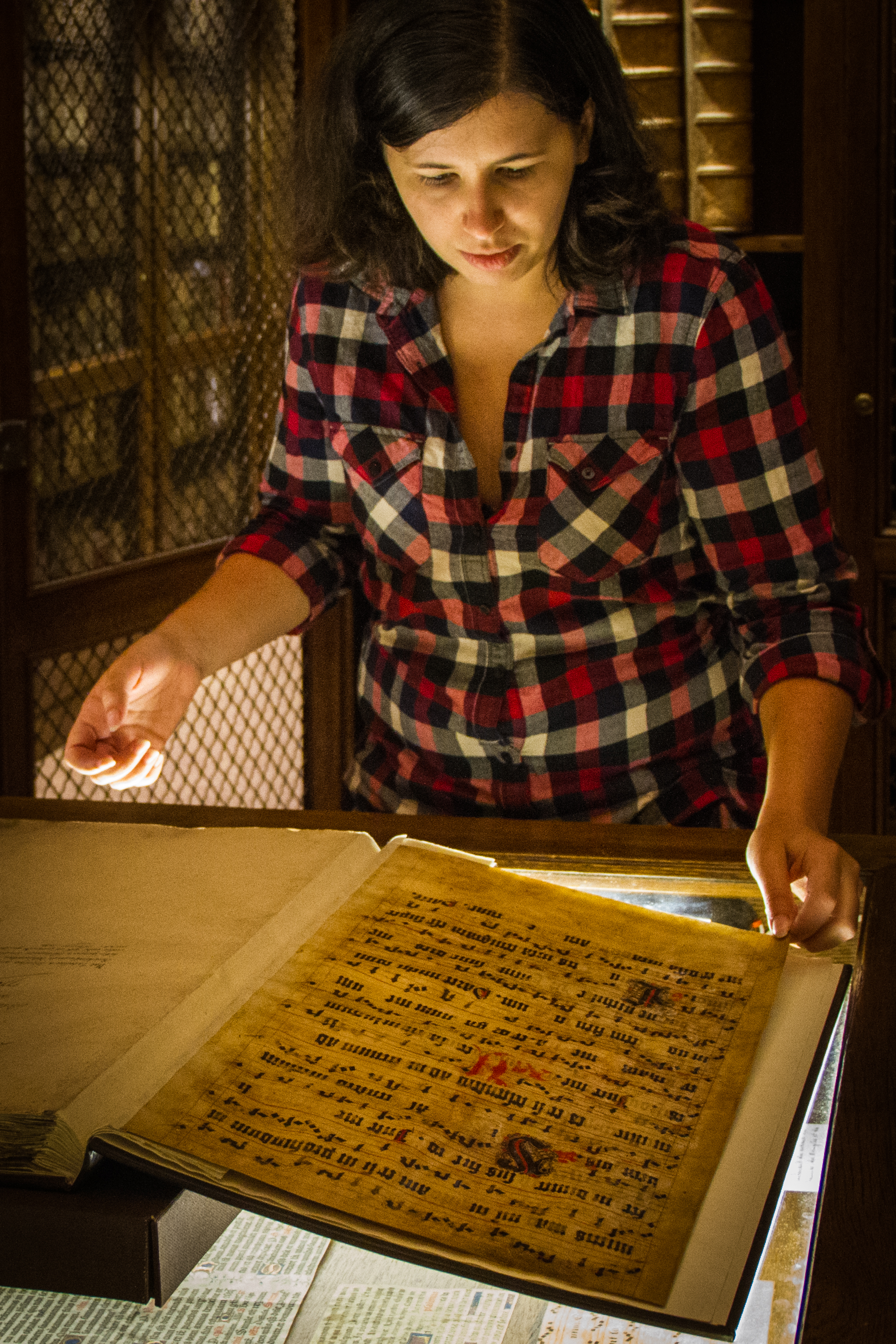
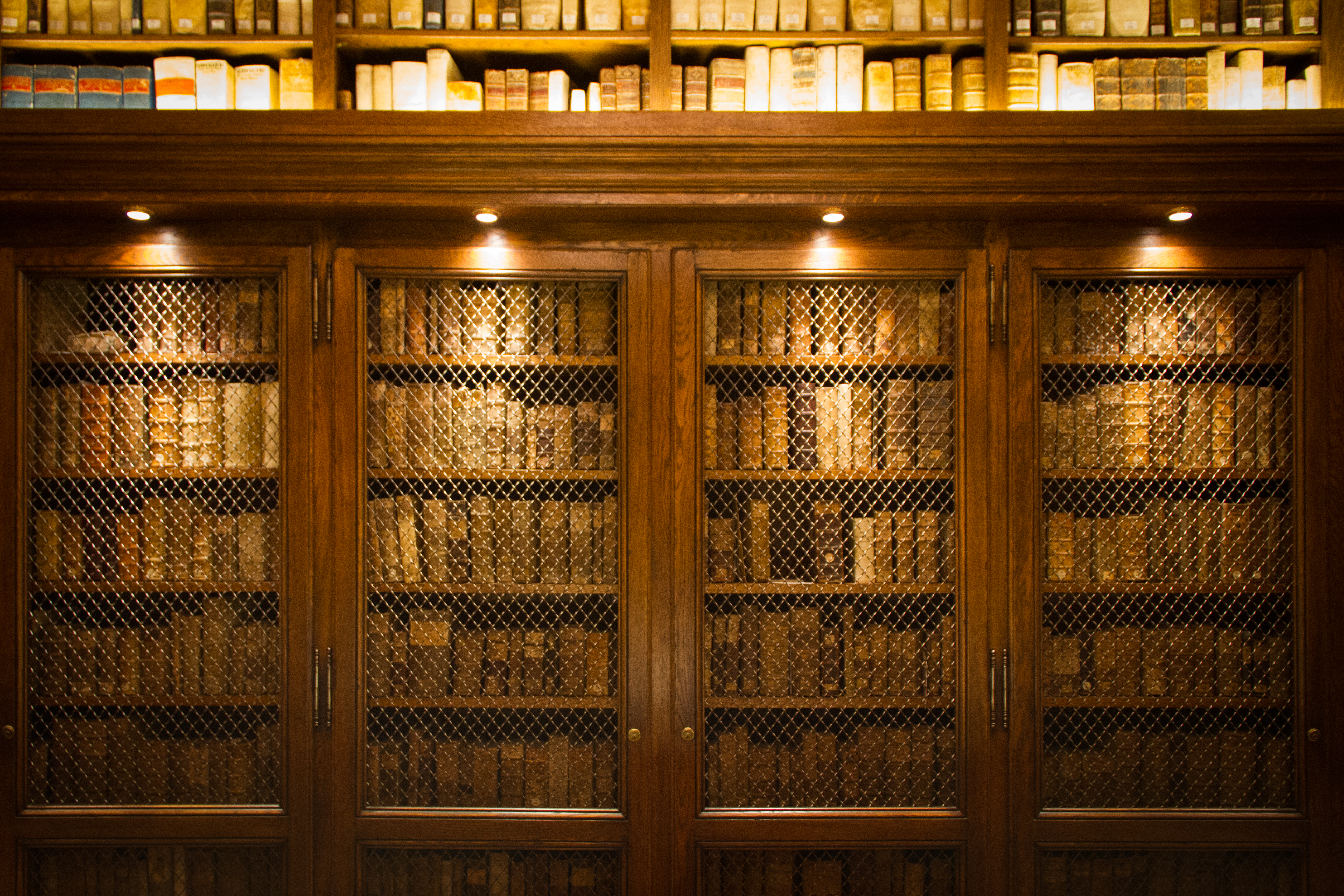
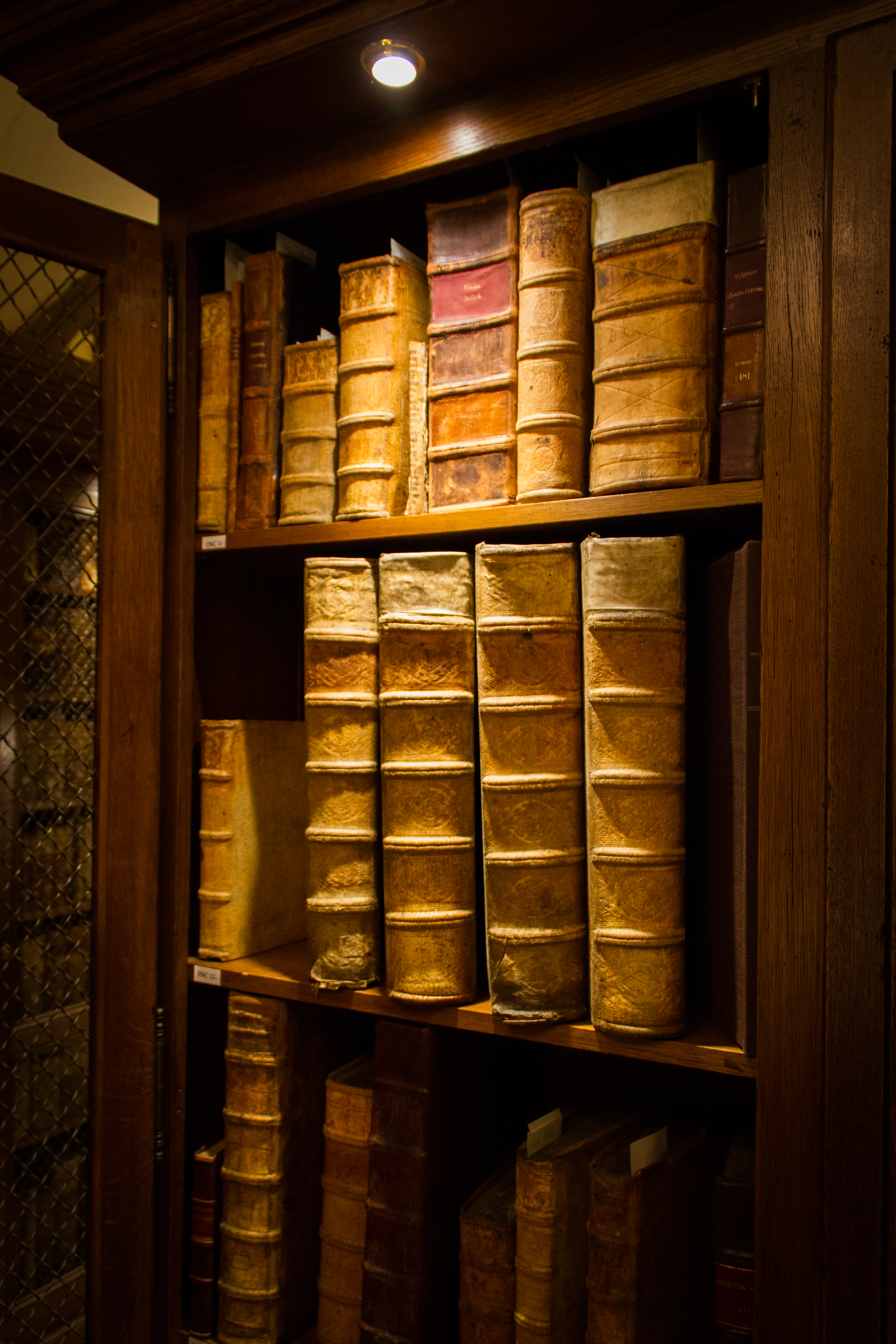